# Markaz Shabab Al-Am'ari
El Markaz Shabab Al-Am'ari es club de fútbol palestino que milita en la Cisjordania Premier League, la liga de fútbol más importante de Palestina. Juega como local en Jerusalén.
Fue fundado en el año 1953 en la ciudad de Al-Ram y cuenta con 2 títulos de liga y un subtítulo de copa.
A nivel internacional ha participado en 1 torneo continental, en la Copa Presidente de la AFC 2012, donde perdió la final ante el Istiqlol de Tayikistán.

## Palmarés
- Cisjordania Premier League: 2

1997, 2011
- - Sub-Campeón: 1

2008-09
- Copa Yasser Arafat: 0
  - Sub-Campeón: 1

2009-10

## Participación en competiciones de la AFC
- Copa Presidente de la AFC: 1 aparición

2012: Finalista

## Socios Deportivos
- Persijap
- Kelantan FC